# Gli sceriffi delle nevi
Gli sceriffi delle nevi (High Mountain Rangers) è una serie televisiva statunitense in 12 episodi trasmessi per la prima volta nel corso di una sola stagione dal 1987 al 1988. Seguì uno spin-off nel 1989, Jesse Hawkes.
È una serie d'avventura incentrata sulle vicende di una squadra di ricerca e salvataggio, gli High Mountain Rangers, operante nelle zone intorno al lago Tahoe. Il protagonista è Robert Conrad, nel ruolo di Jesse Hawkes, e nel cast ci sono anche i suoi due figli, Christian Conrad e Shane Conrad. Un'altra figlia di Conrad, Joan, è accreditata come produttrice esecutiva.

## Personaggi e interpreti
- Jesse Hawkes, interpretato da Robert Conrad.
- Matt Hawkes, interpretato da Christian R. Conrad.
- Cody Hawkes, interpretato da Shane Conrad.
- Sceriffo Mike McBride, interpretato da Med Flory.
- Jackie Hawkes, interpretato da Robyn Peterson.
- Frank Avila, interpretato da Tony Acierto.
- Tim Hart, interpretato da Eugene Williams.
- Ranger Izzy Flowers, interpretato da Timothy Erwin.
- Jim Cutler, interpretato da Russell Todd.

### Guest star
Tra le guest star: Maureen Flannigan, Frank Runyeon, Tiffany Bolling, Jeannine Riley, Ric Mancini, Brenda Bakke, Bud Leaseburge, Rick Porter, Joe Costanza, Mel Berenson, Antoni Corone, Lincoln Simonds, Timothy Erwin, Timothy MacLachlan, Lauren Stanley, Todd Allen, Kristine Spilotoro.

## Produzione
La serie fu ideata da Robert Conrad e girata presso i lago Tahoe in California.

### Registi
Tra i registi sono accreditati:
- Robert Conrad
- Georg Fenady
- Joan Conrad
- Robert Iscove
- Liz Lindberg
- James W. Roberson
- Paul Tucker

### Sceneggiatori
Tra gli sceneggiatori sono accreditati:
- Harv Zimmel
- Paul Savage

## Distribuzione
La serie fu trasmessa negli Stati Uniti dal 19 aprile 1987 (pilot) e dal 2 gennaio 1988 (1º episodio) al 23 marzo 1988 sulla rete televisiva CBS.In Italia è stata trasmessa con il titolo Gli sceriffi delle nevi.

## Episodi
| Stagione       | Episodi | Prima TV USA |
| -------------- | ------- | ------------ |
| Prima stagione | 12      | 1987-1988    |